# Ministerium für Allgemeine und Berufliche Bildung, Wissenschaft, Forschung und Kultur des Landes Schleswig-Holstein

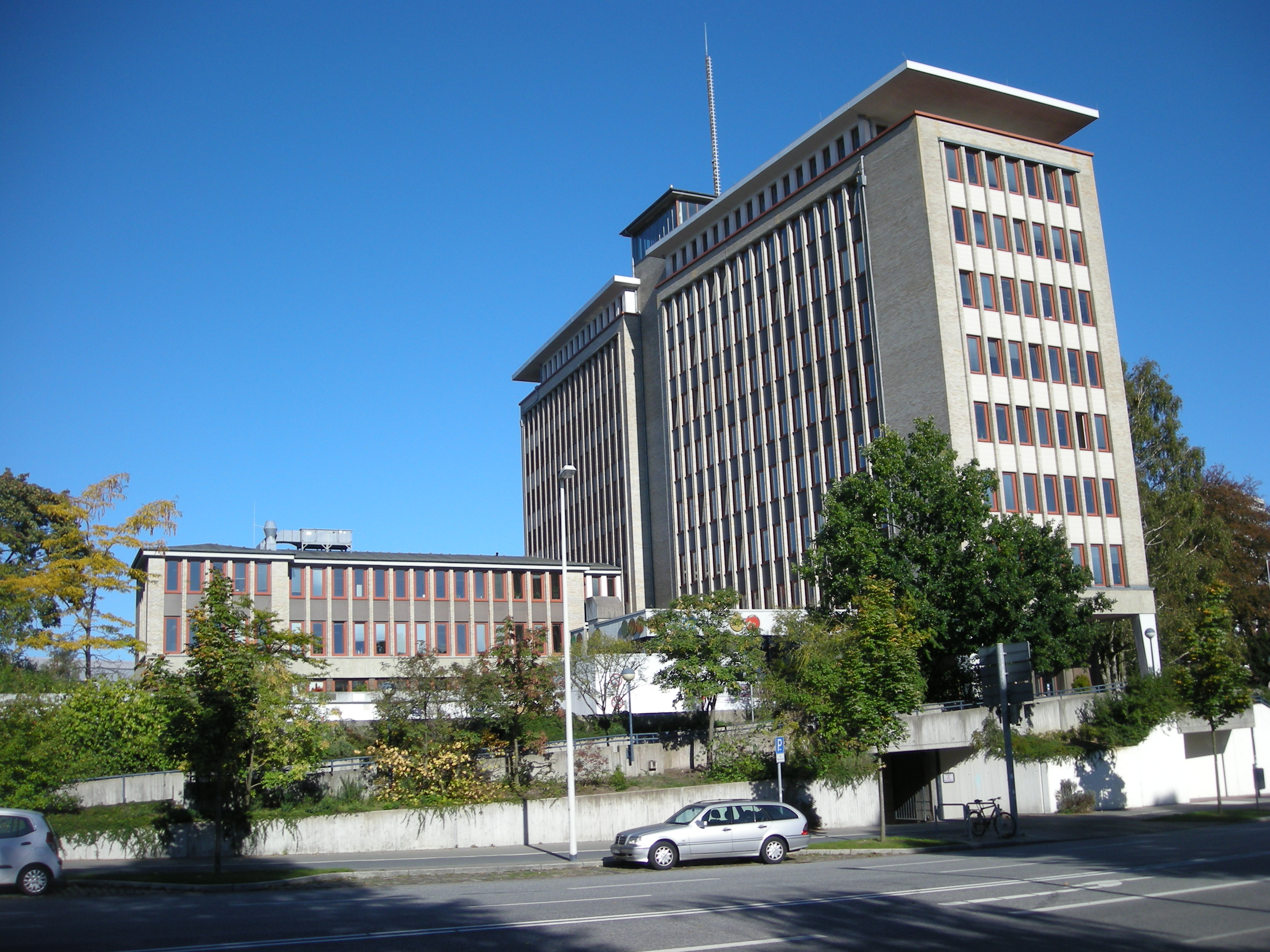
Ministerium für Allgemeine und Berufliche Bildung, Wissenschaft, Forschung und Kultur des Landes Schleswig-Holstein, Brunswiker Straße 16–22 in Kiel (2011)

Das Ministerium für Allgemeine und Berufliche Bildung, Wissenschaft, Forschung und Kultur ist ein Ministerium der Landesregierung Schleswig-Holsteins und zuständige oberste Landesbehörde in Schleswig-Holstein mit Sitz in Kiel. Landesministerin ist seit dem 7. Mai 2025 Dorit Stenke (CDU). Guido Wendt und Tobias von der Heide (beide CDU) sind Staatssekretäre.

## Geschichte
Ein Ministerium für Volksbildung existierte bereits 1946 in der ersten Landesregierung von Schleswig-Holstein. 1951 wurde es offiziell zum „Kultusministerium“ und 1988 zum „Bildungsministerium“ umgetitelt. Bis heute waren der Behörde zeitweise zusätzliche Zuständigkeiten zugeteilt, beispielsweise die Frauenpolitik oder die Kulturpolitik. Seit 2017 befindet sich außerdem das Ressort „Wissenschaft“ im Bereich des Bildungsministeriums.
Folgende Minister waren bisher in Schleswig-Holstein für die Bildungspolitik zuständig:
| Name                                                                               | Amtsantritt                                                    | Kabinett                                       | Partei                    |
| Minister für Volksbildung                                                          | Minister für Volksbildung                                      | Minister für Volksbildung                      | Minister für Volksbildung |
| ---------------------------------------------------------------------------------- | -------------------------------------------------------------- | ---------------------------------------------- | ------------------------- |
| Wilhelm Kuklinski                                                                  | 11. April 1946 23. November 1946 29. April 1947                | Steltzer I Steltzer II Lüdemann                | SPD                       |
| Rudolf Katz                                                                        | 24. Januar 1949                                                | Lüdemann                                       | SPD                       |
| Wilhelm Siegel                                                                     | 29. August 1949                                                | Diekmann                                       | SPD                       |
| Paul Pagel                                                                         | 5. September 1950                                              | Bartram                                        | CDU                       |
| Minister für Kultus                                                                |                                                                |                                                |                           |
| Paul Pagel                                                                         | 25. Juni 1951 27. Juli 1951                                    | Lübke I Lübke II                               | CDU                       |
| Helmut Lemke                                                                       | 11. Oktober 1954                                               | von Hassel I                                   | CDU                       |
| Edo Osterloh                                                                       | 17. Januar 1956 27. Oktober 1958 7. Januar 1963                | von Hassel I von Hassel II Lemke I             | CDU                       |
| Claus-Joachim von Heydebreck                                                       | 7. April 1964 1. Juni 1967                                     | Lemke I Lemke II                               | CDU                       |
| Kurt Hannemann                                                                     | 1. Mai 1969                                                    | Lemke II                                       | CDU                       |
| Walter Braun                                                                       | 3. November 1969 24. Mai 1971 26. Mai 1975                     | Lemke II Stoltenberg I Stoltenberg II          | CDU                       |
| Peter Bendixen                                                                     | 29. Mai 1979 4. Oktober 1982 16. Dezember 1985 2. Oktober 1987 | Stoltenberg III Barschel I Barschel II Schwarz | CDU                       |
| Minister für Bildung, Wissenschaft, Jugend und Kultur                              |                                                                |                                                |                           |
| Eva Rühmkorf                                                                       | 31. Mai 1988                                                   | Engholm I                                      | SPD                       |
| Marianne Tidick                                                                    | 1. Juni 1990                                                   | Engholm I                                      | SPD                       |
| Minister für Bildung, Wissenschaft, Kultur und Sport                               |                                                                |                                                |                           |
| Marianne Tidick                                                                    | 5. Mai 1992                                                    | Engholm II                                     | SPD                       |
| Minister für Frauen, Bildung, Weiterbildung und Sport                              |                                                                |                                                |                           |
| Gisela Böhrk                                                                       | 19. Mai 1993                                                   | Simonis I                                      | SPD                       |
| Minister für Bildung, Wissenschaft, Forschung und Kultur                           |                                                                |                                                |                           |
| Gisela Böhrk                                                                       | 22. Mai 1996                                                   | Simonis II                                     | SPD                       |
| Ute Erdsiek-Rave                                                                   | 28. Oktober 1998 28. März 2000                                 | Simonis II Simonis III                         | SPD                       |
| Minister für Bildung und Frauen                                                    |                                                                |                                                |                           |
| Ute Erdsiek-Rave                                                                   | 27. April 2005                                                 | Carstensen I                                   | SPD                       |
| Jörn Biel                                                                          | 21. Juli 2009                                                  | Carstensen I                                   | CDU                       |
| Minister für Bildung und Kultur                                                    |                                                                |                                                |                           |
| Ekkehard Klug                                                                      | 27. Oktober 2009                                               | Carstensen II                                  | FDP                       |
| Minister für Bildung und Wissenschaft                                              |                                                                |                                                |                           |
| Waltraud Wende                                                                     | 12. Juni 2012                                                  | Albig                                          | parteilos                 |
| Minister für Schule und Berufsbildung                                              |                                                                |                                                |                           |
| Britta Ernst                                                                       | 16. September 2014                                             | Albig                                          | SPD                       |
| Minister für Bildung, Wissenschaft und Kultur                                      |                                                                |                                                |                           |
| Karin Prien                                                                        | 28. Juni 2017                                                  | Günther I                                      | CDU                       |
| Minister für Allgemeine und Berufliche Bildung, Wissenschaft, Forschung und Kultur |                                                                |                                                |                           |
| Karin Prien                                                                        | 29. Juni 2022                                                  | Günther II                                     | CDU                       |
| Dorit Stenke                                                                       | 7. Mai 2025                                                    | Günther II                                     | CDU                       |